# Abdulla Baba Fatadi
Abdulla Baba Fatadi, nato Babatunde Fatai (in arabo عبد الله فتاي‎?; Lagos, 2 novembre 1985), è un ex calciatore nigeriano naturalizzato bahreinita, di ruolo centrocampista.

## Carriera

### Club
Durante la sua carriera ha giocato con varie squadre di club, tra cui il Neuchâtel Xamax, in cui ha militato nel 2009.

### Nazionale
Ha più volte rappresentato la nazionale bahreinita.